# Relaciones Francia-Perú
Las relaciones Francia-Perú (en francés: Relations France-Pérou) se refieren a las relaciones internacionales entre la República Francesa y la República del Perú. Ambas naciones son miembros de la Organización de las Naciones Unidas (ONU).

## Historia

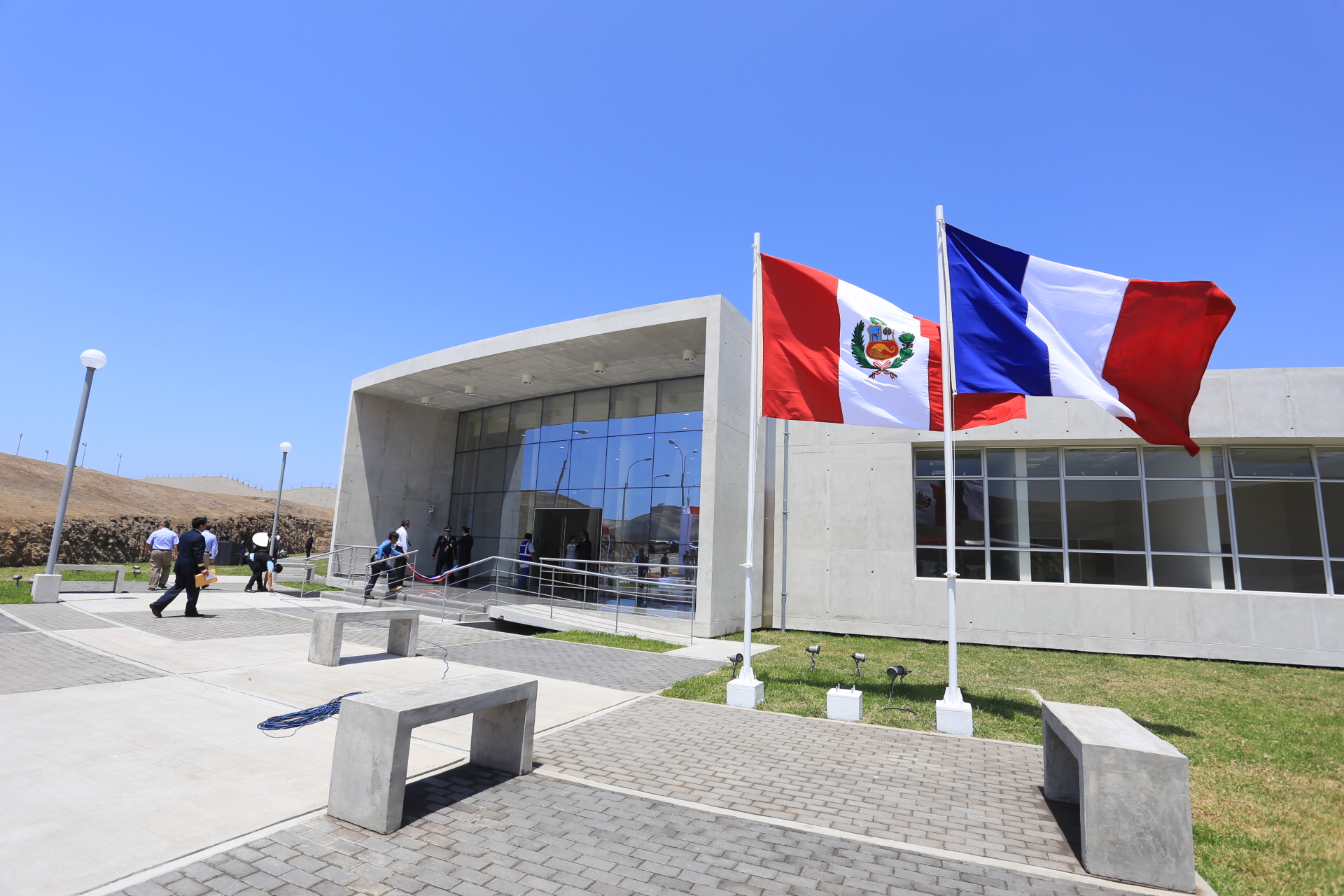
El Centro Nacional de Operaciones de Imágenes Satelitales del Perú utiliza satélites franceses y fue construido con la asistencia del gobierno francés.

Los marineros franceses comenzaron a visitar el Perú en misiones comerciales a Asia y se detendrían en Perú a partir del siglo XVIII. Poco después de que el Perú declaró su independencia de España en 1821; inmigrantes franceses comenzaron a emigrar al Perú. Para 1825, existía una pequeña comunidad francesa de 300 personas que residían en el Perú. En 1826, Francia y Perú establecieron relaciones diplomáticas. Para 1876, 2,658 ciudadanos franceses residían en Perú. Muchos de los inmigrantes franceses en Perú fueron artesanos, comerciantes y trabajadores; la mayoría procedente del sur de Francia cerca de los Pirineos.
Durante la Segunda Guerra Mundial, Perú permaneció neutral durante la mayor parte de la guerra. Perú rompió relaciones diplomáticas con Francia de Vichy en enero de 1943 después de la Operación Torch y el gobierno peruano mantuvo relaciones diplomáticas con el gobierno de Francia Libre en el exilio. Después de la guerra, ambas naciones normalizaron las relaciones diplomáticas.
En febrero de 1960, el presidente peruano, Manuel Prado Ugarteche, realizó una visita oficial de tres días a Francia. En 1964, el presidente francés, Charles de Gaulle, realizó una visita oficial al Perú. En 1973, Perú cortó relaciones diplomáticas con Francia en protesta por las pruebas nucleares francesas en el Océano Pacífico Sur. La ruptura duró hasta 1975.
Desde el restablecimiento de las relaciones diplomáticas entre ambas naciones; ha habido varias visitas de alto nivel entre líderes de ambas naciones. Los peruanos de ascendencia francesa constituyen la tercera comunidad más grande de origen europeo en el Perú. Al mismo tiempo, hay un número considerable de ciudadanos peruanos que residen en Francia.

## Visitas de alto nivel
Visitas de alto nivel de Francia al Perú
- Presidente Charles de Gaulle (1964)
- Presidente François Mitterrand (1987)
- Presidente François Hollande (2016)

Visitas de alto nivel del Perú a Francia
- Presidente Manuel Prado Ugarteche (1960)
- Presidente Alberto Fujimori (1991)
- Presidente Alejandro Toledo (2001, 2003)
- Presidente Ollanta Humala (2012, 2013, 2014, 2015)
- Presidente Pedro Pablo Kuczynski (2017)

## Relaciones bilaterales
Ambas naciones han firmado varios acuerdos bilaterales, como un Acuerdo de Cooperación Cultural, Científica y Técnica (1972); Acuerdo de Cooperación Financiera (1975); Acuerdo sobre asistencia judicial en materia penal (2012); Acuerdo de Cooperación en Transporte (2013); Tratado de Extradición (2013); Acuerdo de Cooperación en Defensa (2013); Acuerdo para la adquisición por parte del gobierno peruano de un sistema de satélite óptico para la observación de la resolución simétrica de la Tierra (2014); Acuerdo sobre Cooperación Educativa (2013) y un Acuerdo sobre una Visa de vacaciones de trabajo (Working Holiday visa) (2018).

## Comercio
En 2012, Perú (junto con Colombia) firmó un Tratado de libre comercio con la Unión Europea (lo cual incluye también a Francia). En 2017, el comercio entre Francia y Perú ascendió a €699 millones de euros. Las principales exportaciones de Francia al Perú incluyen: equipos mecánicos, equipos eléctricos, electrónicos y de TI y otros productos industriales. Las principales exportaciones del Perú a Francia incluyen: productos agrícolas, industria maderera, productos de pesca y acuicultura, y gas natural.

## Misiones diplomáticas
- Francia tiene una embajada en Lima.[13]
- Perú tiene una embajada y consulado-general en París.[14]

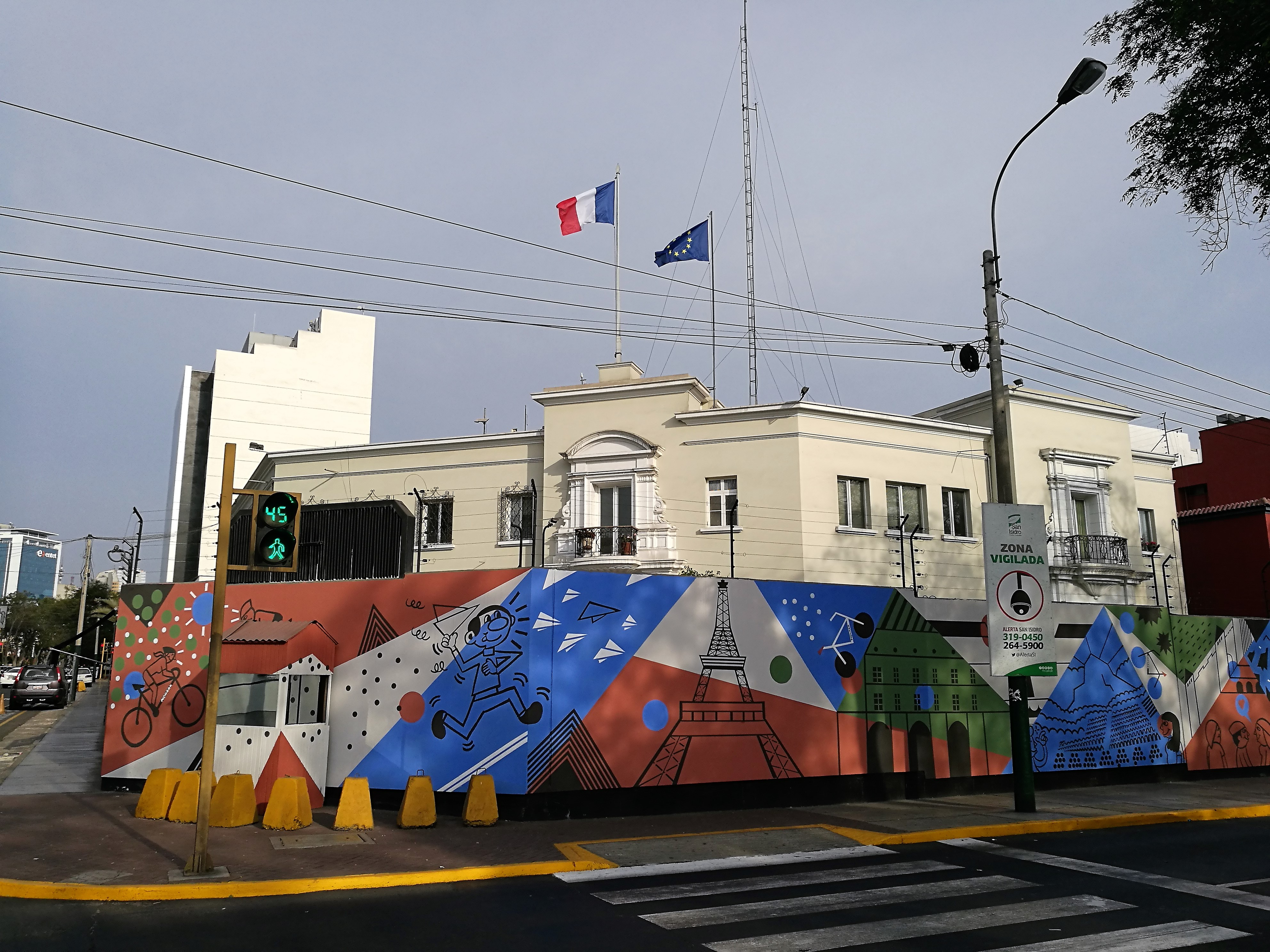
Embajada de Francia en Lima
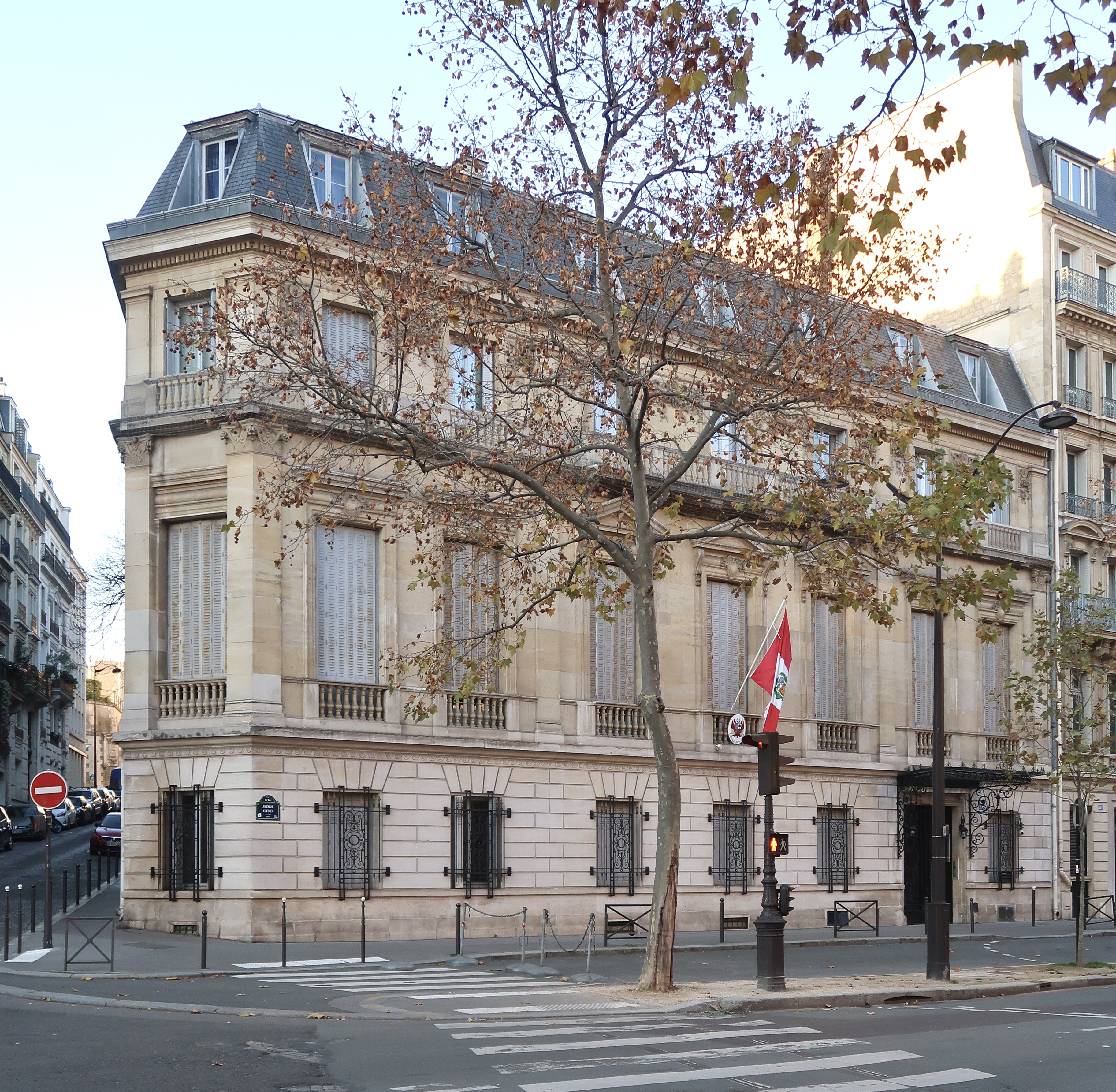
Embajada del Perú en París
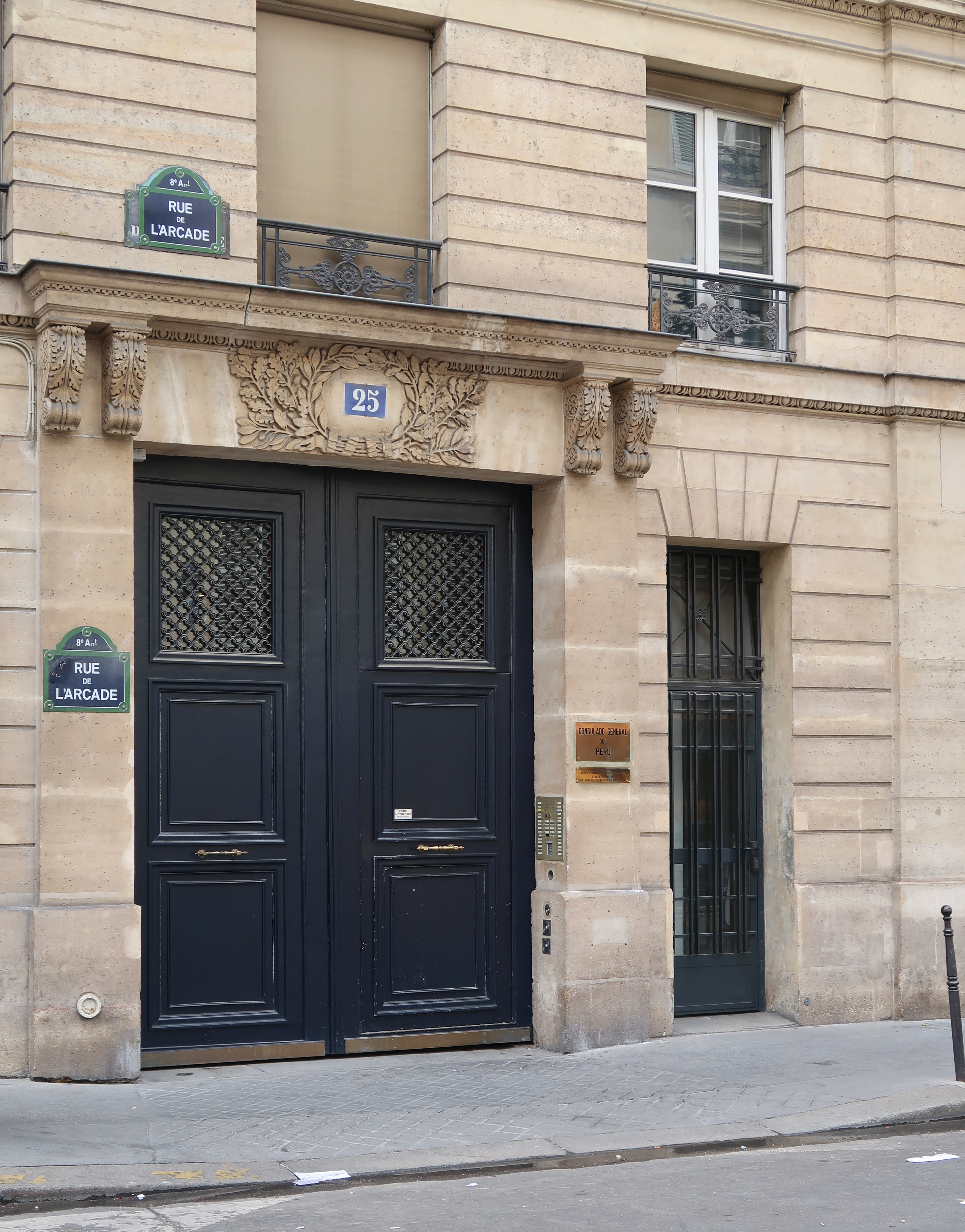
Consulado-General del Perú en París